# Renneville (Ardenes)
Renneville és un municipi francès situat al departament de les Ardenes i a la regió del Gran Est. L'any 2007 tenia 209 habitants.

## Demografia

### Població
El 2007 la població de fet de Renneville era de 209 persones. Hi havia 88 famílies de les quals 24 eren unipersonals (12 homes vivint sols i 12 dones vivint soles), 28 parelles sense fills, 32 parelles amb fills i 4 famílies monoparentals amb fills.
La població ha evolucionat segons el següent gràfic:
Habitants censats

### Habitatges
El 2007 hi havia 99 habitatges, 89 eren l'habitatge principal de la família, 9 eren segones residències i 1 estava desocupat. Tots els 99 habitatges eren cases. Dels 89 habitatges principals, 72 estaven ocupats pels seus propietaris, 14 estaven llogats i ocupats pels llogaters i 3 estaven cedits a títol gratuït; 4 tenien dues cambres, 17 en tenien tres, 16 en tenien quatre i 52 en tenien cinc o més. 60 habitatges disposaven pel capbaix d'una plaça de pàrquing. A 32 habitatges hi havia un automòbil i a 34 n'hi havia dos o més.

## Economia
El 2007 la població en edat de treballar era de 127 persones, 88 eren actives i 39 eren inactives. De les 88 persones actives 79 estaven ocupades (50 homes i 29 dones) i 8 estaven aturades (2 homes i 6 dones). De les 39 persones inactives 10 estaven jubilades, 7 estaven estudiant i 22 estaven classificades com a «altres inactius».

### Ingressos
El 2009 a Renneville hi havia 86 unitats fiscals que integraven 202 persones, la mediana anual d'ingressos fiscals per persona era de 15.005 €.

### Activitats econòmiques
Dels 5 establiments que hi havia el 2007, 1 era d'una empresa de fabricació d'altres productes industrials, 1 d'una empresa de construcció, 1 d'una empresa de transport, 1 d'una empresa d'hostatgeria i restauració i 1 d'una empresa de serveis.
Dels 2 establiments de servei als particulars que hi havia el 2009, 1 era un taller de reparació d'automòbils i de material agrícola i 1 paleta.
L'any 2000 a Renneville hi havia 11 explotacions agrícoles que ocupaven un total de 868 hectàrees.

## Poblacions més properes
El següent diagrama mostra les poblacions més properes.